# Clase Uribe
La Clase Uribe es una clase de patrulla oceánica (OPV), desarrollada y construida en los astilleros españoles de Navantia para la Armada de México.
Su armamento principal es un cañón Bofors 40 mm L70 DP. Estos buques fueron los primeros de la Armada de México capaces de operar a bordo helicópteros MBB Bo 105.
Los buques de esta clase están nombrados en reconocimiento a los marinos mexicanos que han realizado actos sobresalientes para la Armada de México:
- Virgilio Uribe Robles
- José Azueta Abad
- Pedro Sainz de Baranda
- Carlos Castillo Bretón Barrero
- Othón P. Blanco
- Ángel Ortiz Monasterio

## Unidades
| Identificativo | Nombre         | Alta en la Armada |
| -------------- | -------------- | ----------------- |
| PO 122         | ARM Azueta     | 23/09/1982        |
| PO 123         | ARM Baranda    | 01/05/1983        |
| PO 124         | ARM Bretón     | 24/02/1983        |
| PO 125         | ARM Blanco     | 24/02/1983        |
| PO 126         | ARM Monasterio | 24/02/1983        |